# Namutumba
Namutumba – miasto w Ugandzie, stolica dystryktu Namutumba.